# Casiña da Moura
La Casiña da Moura est un dolmen situé dans la commune de Muíños, dans la province d'Ourense, en Galice.

## Description
Datant entre 3000 et 2500 av. J.-C. celui-ci a été déplacé pour être préservé. Il se trouve désormais près du barrage du réservoir de Salas. Le site fait partie du parc naturel Baixa Limia-Serra do Xurés. À l'autre extrémité du barrage se trouve le dolmen de Casola do Foxo.
Ce site mégalithique est formé de sept orthostates, tous imbriqués, et de la dalle de couverture. La chambre polygonale mesure approximativement 2,85 × 2,60 m. Lors des fouilles, dirigées par l'archéologue Eguileta Franco, un mobilier archéologique a été découvert, composé de deux pièces de céramique à fond plat, l'une avec une légère crête et la seconde de forme globulaire avec une lèvre saillante.
Il a été déclaré Bien d'intérêt culturel en 2011.